# Ricardo Greer
Ricardo Greer (New York, 18 agosto 1977) è un ex cestista statunitense con cittadinanza dominicana.

## Carriera
Con la Rep. Dominicana ha disputato tre edizioni dei Campionati americani (1999, 2009, 2013).

## Palmarès

### Squadra
- Campionato francese: 2

Strasburgo: 2004-05
Nancy: 2007-08
- Coppa di Francia: 1

Pau-Orthez: 2007
- Match des Champions: 1

Nancy: 2008

### Individuale
- LNB Pro A MVP finali: 1

Strasburgo: 2004-05
- LNB Pro A MVP straniero: 1

Nancy: 2009-10